# Goldfuß-Museum

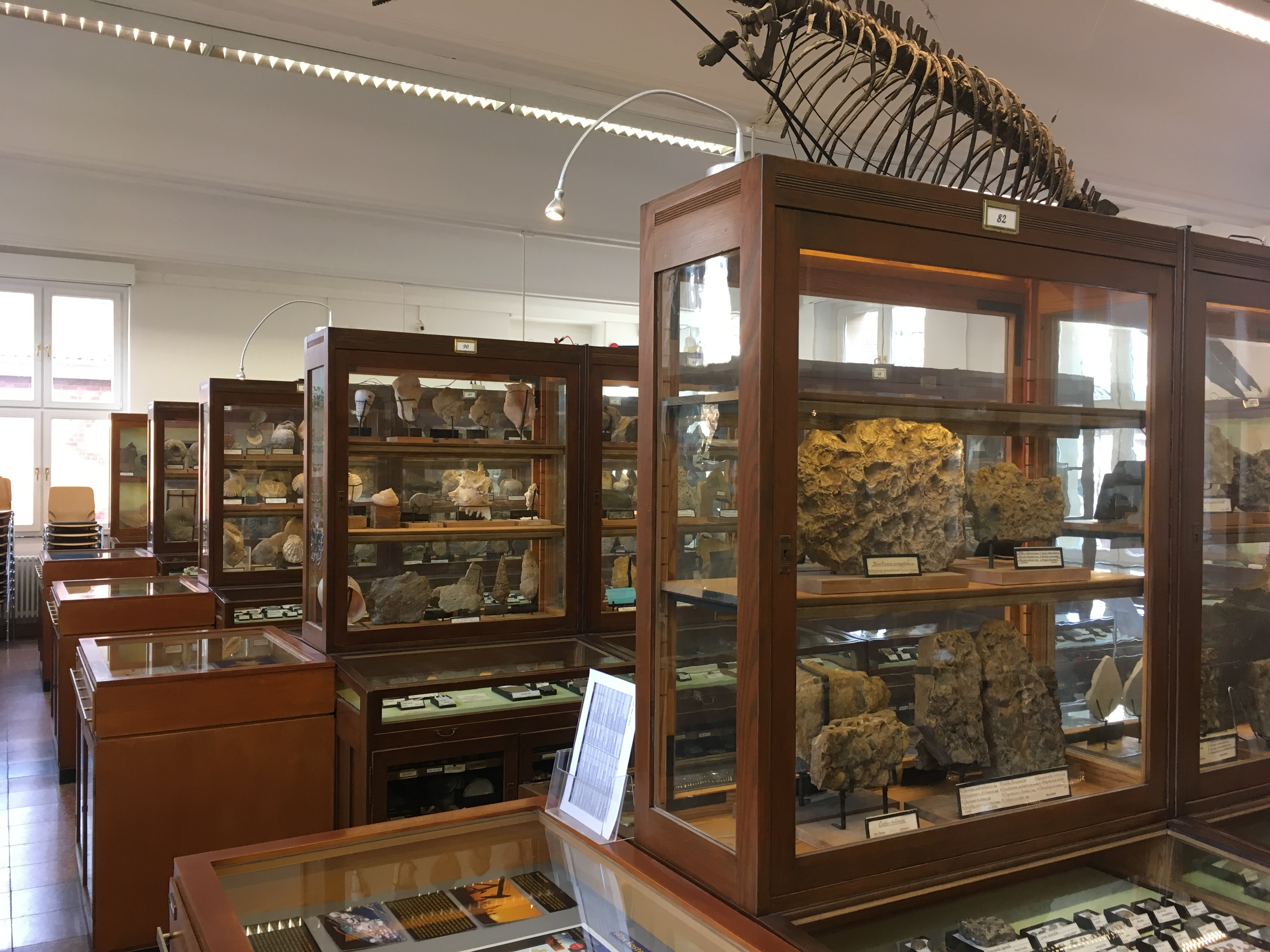
Systematische Sammlung im Goldfuß-Museum

Das Goldfuß-Museum ist eine paläontologische Schausammlung in Bonn und mit dem Mineralogischen Museum Teil des Institutes für Geowissenschaften der Universität Bonn. Es ist benannt nach dem Begründer des Museums, dem Paläontologen Georg August Goldfuß.

## Lage

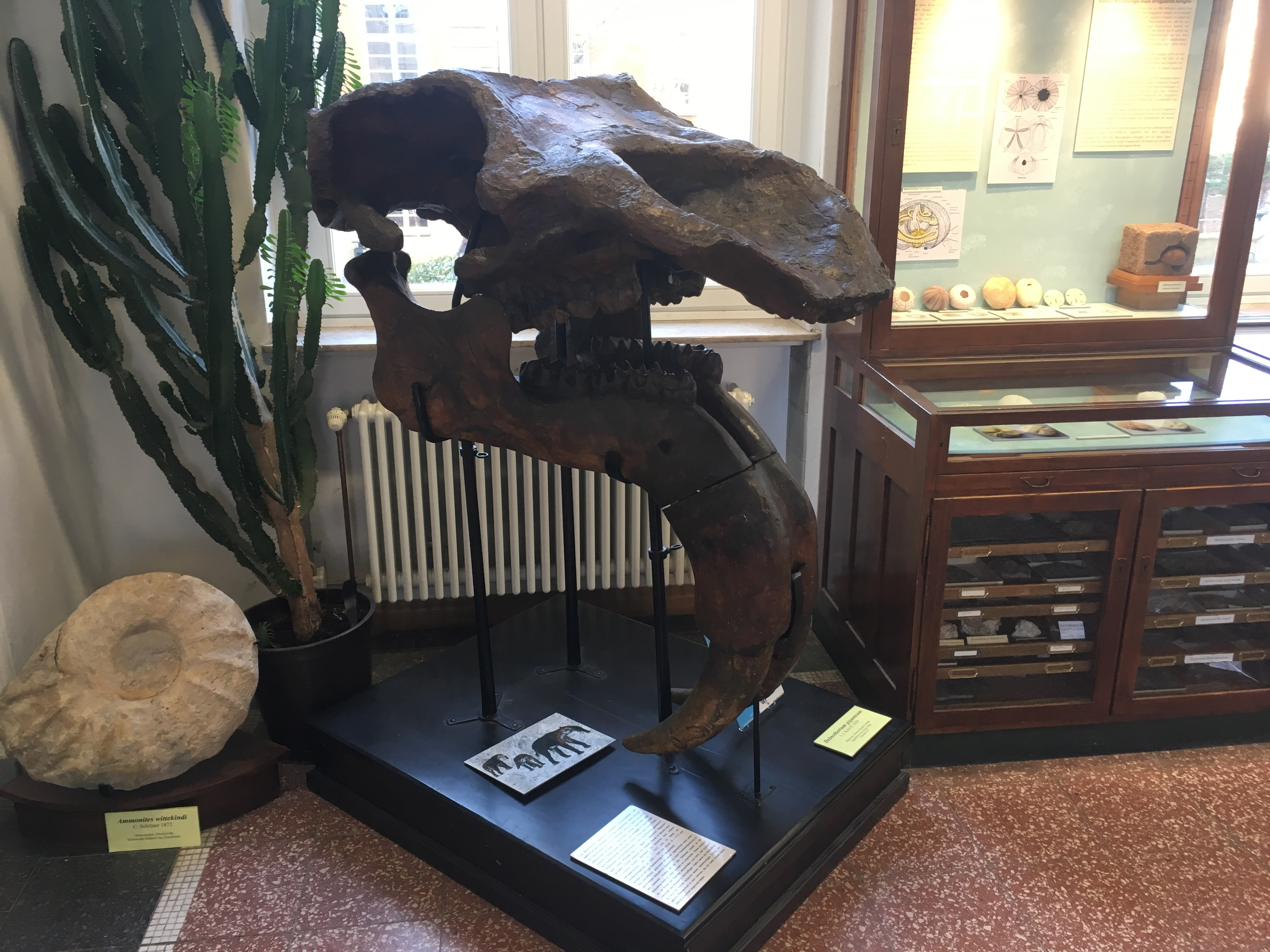
Historischer Schädelabguss von Deinotherium giganteum

Das Museum befindet sich in der ersten Etage des Steinmann-Instituts in der Nußallee 8 in Bonn. Das Gebäude aus dem Jahr 1911 geht auf einen Entwurf des Architekten Robert Schulze zurück. Er schuf ein für die Zeit vergleichsweise schlichtes Bauwerk, das wenige Stilelemente des Klassizismus und des Barock vereint. Es kann durch ein großes Portal betreten werden. Es wird von ionischen Säulen umrahmt, die einen Mittelrisalit tragen. Er ist mit dem lateinischen Spruch Mente et malleo verziert, was sinngemäß bedeutet: „Zuerst mit dem Verstand denken, dann mit dem Hammer klopfen“. Da das Gebäude der Geologie gewidmet war, verwendete Schulze für Säulen im Treppenhaus im Erdgeschoss Granit, im mittleren Geschoss Kalk sowie im oberen Stock Buntsandstein, um die unterschiedlichen geologischen Altersstufen zu versinnbildlichen.

## Geschichte
Mit der Gründung der Universität Bonn am 18. Oktober 1818 gelangten auf Initiative von Georg Goldfuß die naturwissenschaftlichen Institute in das Poppelsdorfer Schloss. Goldfuß war bis 1848 der Direktor des Naturhistorischen Museums und setzte sich für die Eröffnung einer eigenen Ausstellung ein. 1882 zog das Paläontologische Museum zunächst in das Hauptgebäude der Universität, bis es 1911 auf Initiative von Gustav Steinmann den Neubau in der Nußallee beziehen konnte. Ursprünglich war geplant, dass am Innenhof ein weiterer Gebäudetrakt für die Mineralogie errichtet werden sollte. Dort zog jedoch 1963 das Institut für Paläontologie ein. Nachdem das Goldfuß-Museum zunächst nur für die Fachöffentlichkeit zugänglich war, ist es seit Anfang der 1990er Jahre wieder für die Allgemeinheit geöffnet.

## Sammlung
Die umfangreiche Fossiliensammlung geht zurück auf die Anfänge der Universität und verfügt noch über einen original erhaltenen Ausstellungsraum aus dem Jahre 1910. Sie umfasst eine durchgehend geöffnete systematische Sammlung, die eine große Vielfalt an versteinerten Meerestieren und Pflanzen zeigt. Gezeigt werden auch Saurierskelette, darunter ein T-Rex-Schädel, ein Plesiosaurier sowie ein vier Meter langer Ichthyosaurier. Diese Ausstellung ist im hinteren Bereich zu sehen. Im vorderen Raum werden wechselnde Sonderausstellungen gezeigt. So eröffnete am 29. Dezember 2019 eine Sonderausstellung mit dem Titel Nacktfarne und Mammutbäume.

## Veranstaltungen
Das Museum bietet auf Anfrage Führungen durch die Ausstellung an. Interessierte Familien können im Museum ihren Kindergeburtstag feiern. Das Museum beteiligt sich regelmäßig am Internationalen Museumstag und bietet jährlich einen Familientag an.